# لوتيبريدنول
لوتيبريدنول (بالإنجليزية: Loteprednol) ويعرف بالاسم التجاري لوتيريكس (بالإنجليزية: Loterex) هو دواء يستخدم لعلاج التهابات العين. 